# Systoechus xerophilus
Systoechus xerophilus är en tvåvingeart som beskrevs av Hesse 1938. Systoechus xerophilus ingår i släktet Systoechus och familjen svävflugor. Inga underarter finns listade i Catalogue of Life.